# Joaquim da Alexandria

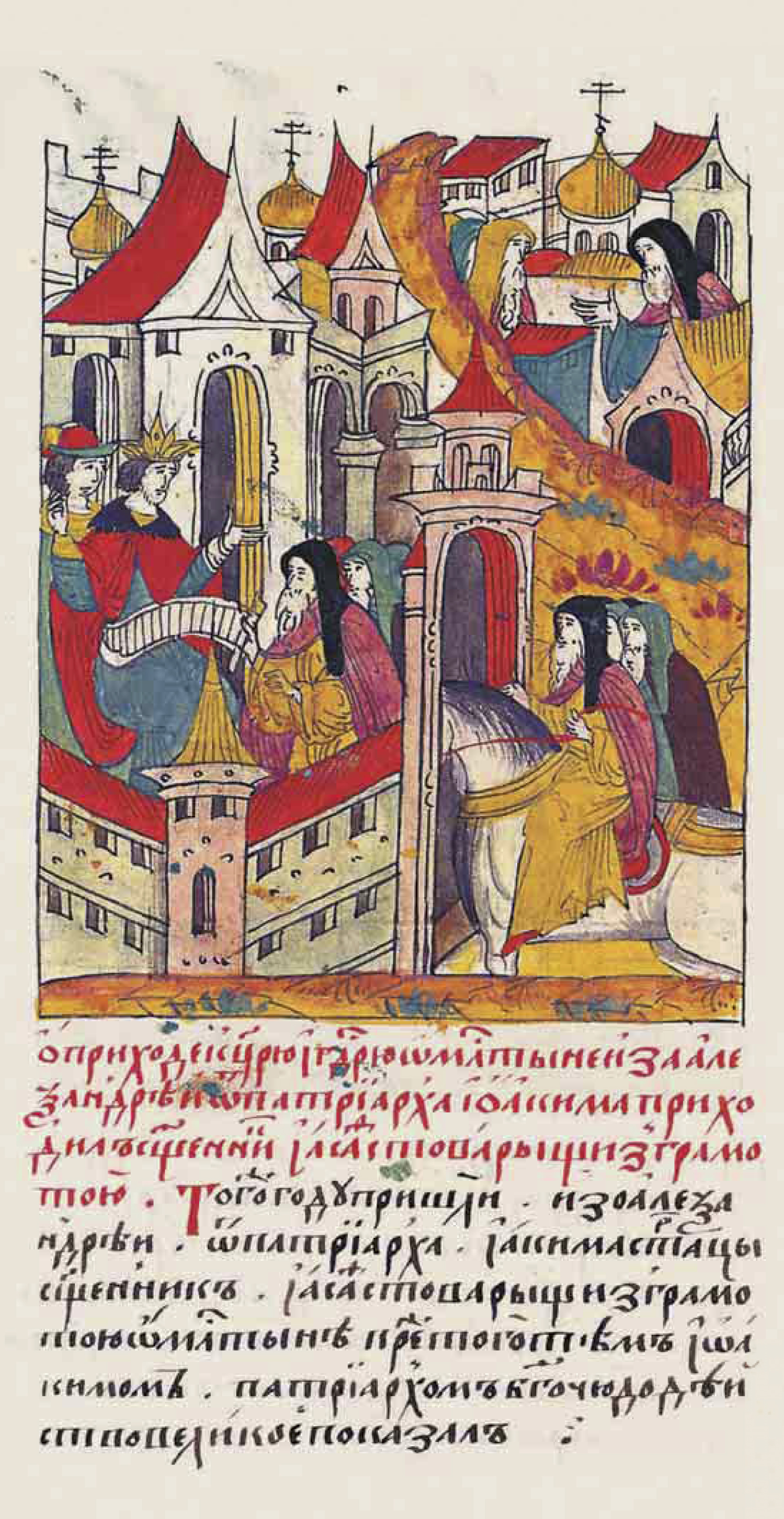
Joaquim enviam embaixadores ao czar Ivã IV

Joachim era o Patriarca de Alexandria entre 1486 e 1567.

## Joaquim e Rússia
Em 1556, Joaquim enviou uma carta ao Czar russo Ivã IV, pedindo os monarcas ortodoxos para fornecer algum apoio material para o Mosteiro de Santa Catarina, no Sinai, que tinha sofrido com os Turcos. Em 1558, o Czar enviou ao Egito, uma delegação chefiada pelo arquidiácono Genádio, que, no entanto, morreu em Constantinopla antes que ele pudesse alcançar o Egito. A partir de então, a embaixada era dirigido por Basílio Poznyakov. A delegação de Poznyakov visitou Alexandria, Cairo, e no monte Sinai, trouxe um casaco de pele para o monarca e um ícone enviado pelo Czar, e deixou um interessante relato de seus dois anos e meio de viagem.